# Visual Basic .NET
Visual Basic .NET (VB.NET) — объектно-ориентированный язык программирования, который можно рассматривать как очередной виток эволюции Visual Basic (VB), реализованный на платформе .NET Framework. VB.NET не имеет обратной совместимости с более ранней версией (Visual Basic 6.0). Развитие проектов старых версий (*.vbp) возможно только после предварительной конвертации их в формат VB.NET специальным мастером (Migration Wizard); однако, как правило, после конвертации требуется существенная ручная доработка текстов. 11 марта 2020 г. Microsoft объявила о стабилизации стандарта языка VB.NET и продолжении его поддержки.

## Версии
Существующие версии VB.NET:
- Visual Basic .NET (VB 7.0) — выпущен в 2002 году, вместе с Visual C# и ASP.NET
- Visual Basic .NET 2003 (VB 7.1) — выпущена вместе с .NET Framework 1.1; имеется русскоязычная версия с русским MSDN
- Visual Basic 2005 (VB 8.0) — выпущена в конце октября 2005 года, в составе Visual Studio 2005
- Visual Basic 2005 Express — выпущена в начале ноября 2005 года совместно с другими продуктами линейки Express , в том числе SQL Server 2005 Express Edition. Предлагается для бесплатного скачивания и использования. Требует .NET Framework 2.0.
- Visual Basic 2008 (VB 9.0)
- Visual Basic 2008 Express — бесплатная упрощённая версия, выпущенная параллельно с новым продуктом. Предлагается для бесплатного скачивания и использования. Требует .NET Framework 3.5. Имеется русскоязычная версия с русским MSDN для VS 2008 Express Edition.
- Visual Basic 2010 (VB 10.0) Требует .NET Framework 4.
- Visual Basic 2010 Express — бесплатная упрощённая версия. Предлагается для бесплатного скачивания и использования. Требует .NET Framework 4.
- Visual Basic 2012 (VB 11.0) Требует .NET Framework 4.5.
- Visual Basic 2013 (VB 12.0) Требует .NET Framework 4.5.1.
- Visual Basic 2015 (VB 14.0) Требует .NET Framework 4.6.
- Visual Basic 2017 (VB 15.0) Требует .NET Framework 4.6.
- Visual Basic 2019 (VB 16.0) Требует .NET Framework 4.8.
- Visual Basic 2022 (VB 17.0) Требует .NET Framework 4.8.

## Изменения по сравнению с VB 6.0
Важнейшие изменения в VB.NET следующие.
1. Поддержка концепций объектно-ориентированного программирования с конструкторами и деструкторами, наследованием, перекрытием методов (Overrides) и др. Есть даже переопределение знаков операций.
2. Компиляция в байт-код (intermediate language, IL), исполняемый с помощью виртуальной машины common language runtime (CLR).
3. Использование всего набора объектных библиотек, входящих в .NET Framework, включающих мощные средства по работе с формами (Windows Forms), базами данных (ADO.NET), графикой (GDI+), средствами обеспечения безопасности, веб-страницами (ASP.NET) и т. п.
4. Поддержка свободной многопоточности.
5. Поддержка структурной обработки исключений (structured exception handling, SEH).

С переходом на платформу .NET, изменилась сама парадигма программирования (и это наиболее важное изменение).

### Программная структура
- Группа Interface — прототипы классов, Implements — их реализация.
- Аппарат Namespaces для предотвращения конфликтов имён.

### Данные
- Режим жёсткой проверки типов (Option Strict).
- Новые или изменённые типы данных:
  - Char (беззнаковое слово, содержащее Unicode-символ).
  - String теперь всегда содержит двухбайтовые Unicode-символы.
  - Short (вместо прежнего Integer), 16 битов.(от −32768 до 32767)
  - Integer (вместо прежнего Long), 32 бита.(от −2147483648 до 2147483647)
  - Long (целое, 64 бита, от −9223372036854775808 до 9223372036854775807).
  - Их беззнаковые варианты:
    - UShort (от 0 до 65535),
    - UInteger (от 0 до 4294967295),
    - ULong (от 0 до 18446744073709551615).

  - Байт со знаком: SByte.
  - Decimal (96-битовое целое, масштабированное требуемой степенью 10), примерно до {\displaystyle 8\times 10^{28}}[3].
  - Структура данных Structure вместо Type, причём она, подобно классу, допускает методы.
  - Тип Variant переименован в Object. Типы Currency, String*длина упразднены.
- При описании можно указать начальное значение.

### Новые средства языка
- Структурная обработка исключений: операторы Try/Catch/Finally/Throw, объект Exception.
- Новые виды оператора присваивания: +=, -=, >>= и др.
- С версии [2005] появился оператор Continue {For|Do|While} — новый оборот цикла.
- Оператор Return возвращает значение для функций.
- Операции сдвига для целых.
- Новые логические операции AndAlso, OrElse — для них лишние вычисления операндов блокируются. Логические операции Eqv, Imp упразднены.
- Комплект стандартных функций, работа с элементами управления и многое другое существенно изменены.

## Примеры
Схема простейшего алгоритма на Visual Basic .NET, позволяющего изменить значение свойства объекта:
<имя объекта>.<свойство> = <значение>
Пример кода на Visual Basic .NET:
```
    
Public
 
Class
 
Form1

    
Private
 
Sub
 
Button1_Click
(
ByVal
 
sender
 
As
 
System
.
Object
,
 
ByVal
 
e
 
As
 
System
.
EventArgs
)
 
Handles
 
Button1
.
Click

        
'Графика

        
Using
 
CG
 
=
 
Me
.
CreateGraphics

             
CG
.
DrawBezier
(
New
 
System
.
Drawing
.
Pen
(
Color
.
Blue
),
 
0
,
 
0
,
 
100
,
 
100
,
 
600
,
 
600
,
 
0
,
 
400
)

             
CG
.
DrawBezier
(
New
 
System
.
Drawing
.
Pen
(
Color
.
Blue
),
 
0
,
 
0
,
 
600
,
 
600
,
 
100
,
 
100
,
 
400
,
 
0
)

             
CG
.
DrawLine
(
New
 
System
.
Drawing
.
Pen
(
Color
.
Blue
),
 
0
,
 
0
,
 
600
,
 
600
)

        
End
 
Using

        
'Система

        
MessageBox
.
Show
(
"User name: "
 
+
 
My
.
User
.
Name
.
ToString
 
+
 
vbCrLf
 
+
 
_

                        
"Screen name: "
 
+
 
My
.
Computer
.
Screen
.
DeviceName
.
ToString
 
+
 
vbCrLf
 
+
 
_

                        
"Ports count: "
 
+
 
My
.
Computer
.
Ports
.
SerialPortNames
.
Count
.
ToString
,
 
_

                         
"Box Caption"
,
 
MessageBoxButtons
.
OK
,
 
MessageBoxIcon
.
Error
)

        
'Сеть

        
Using
 
WC
 
As
 
New
 
System
.
Net
.
WebClient

            
WC
.
DownloadFile
(
"http://server.net/filename.exe"
,
 
"C:\myfile.exe"
)

        
End
 
Using

    
End
 
Sub

    
End
 
Class

```

Hello, World
В консольном приложении
```
Module
 
Module1

    
Sub
 
Main
()

        
Console
.
WriteLine
(
"Hello, World!"
)

    
End
 
Sub

End
 
Module

```

В форме
```
Private
 
Sub
 
HW
()

Dim
 
helloworld
 
As
 
New
 
Label
 
'объявление новой переменной типа label

        
With
 
helloworld
 
'позволяет указывать свойства объекта без написания его имени

            
.
Text
 
=
 
"Hello, World"

            
.
AutoSize
 
=
 
vbYes

            
.
Font
 
=
 
New
 
Font
(.
Text
,
 
48
)

            
.
Location
 
=
 
new
 
point
(
100
,
 
100
)

            
.
Visible
 
=
 
True

        
End
 
With

        
Me
.
Controls
.
Add
(
helloworld
)
 
'добавление созданного объекта на форму

End
 
sub

```